# 曼努埃尔·纳赫拉
曼努埃尔·纳赫拉（西班牙語：Manuel Nájera，1952年12月20日—），墨西哥男子足球运动员，司职后卫。他曾代表墨西哥国家队参加1978年国际足联世界杯，结果队伍止步小组赛阶段。